# Ceratolejeunea
Ceratolejeunea là một chi rêu trong họ Lejeuneaceae.